# Der Räuber Hotzenplotz (1974)
Der Räuber Hotzenplotz  is een Duitse komische kinderfilm uit 1974, gebaseerd op het gelijknamige boek van Otfried Preußler dat twaalf jaar eerder was verschenen. Het verhaal draait om een slimme rover die het plaatsje Eschenbach terroriseert. De rover weet steeds uit handen van de politie te blijven, tot hij uiteindelijk op een andere, bizarre manier toch wordt gepakt.

## Verhaal
Agent Dimpfelmoser zegt tegen iedereen in het dorp dat hij rover Hotzenplotz nu snel te pakken zal krijgen. Intussen slaagt de rover erin om nota bene waar de agent bij is een maaltijd te stelen. Hotzenplotz berooft Kasperls grootmoeder van haar geliefde handkoffiemolen, die dankzij een uitvinding van Kasperls vriend Seppel muziek kan maken. 
De twee vrienden besluiten de schuilplaats van de rover met een list zelf op te sporen. Ze vullen een houten kist met wit zand en schrijven op de kist dat er goud in zit, waarna ze met de kist het bos in gaan. Ze boren een gat in de kist zodat het lekkende zand een spoor achterlaat. Hotzenplotz vindt de kist en neemt hem mee, waarna Kasperl en Seppel hem stiekem volgen. Doordat de twee erg stuntelig te werk gaan slaagt de rover er echter juist in hen te vangen. De twee hebben intussen hun hoofddeksels verruild, zodat Hotzenplotz Kasperl voor Seppel aanziet en andersom. Hotzenplotz verbrandt de puntmuts van Kasperl. 
Hotzenplotz besluit Seppel (die hij voor Kasperl houdt) zelf te houden als gevangene, en Kasperl (van wie hij denkt dat het Seppel is) als slaaf te verkopen aan Petrosilius Zwackelmann, een slechte tovenaar die met zijn tovermacht het bos en de omgeving beheerst. Het enige wat Zwackelmann ondanks zijn toverkracht niet kan is zelf aardappels schillen. Tegen de tovenaar zegt Hotzenplotz dat het knechtje dat hij bij zich heeft Seppel heet. Hotzenplotz krijgt in ruil voor het knechtje een zak snuiftabak. Hij gaat het dorp weer in om verder te roven. 
Kasperl moet de hele dag aardappels voor de tovenaar schillen.'s Nacht probeert hij te vluchten, maar wordt door een magisch hek rondom het kasteel tegengehouden. De volgende dag gaat Zwackelmann naar een verjaardagsfeest in Buxtehude, waarna Kasperl besluit het kasteel te gaan verkennen. Hij komt in een ondergrondse ruimte met een poel, met daarin een sprekende pad. De pad vertelt Kasperl dat ze in werkelijkheid de fee Amyrillis is, die zeven jaar eerder door Zwackelmann werd betoverd. Als Kasperl erin slaagt om een toverkruid dat ergens op de heide groeit te vinden, kan hij de betovering verbreken. Om door het magische hek te komen moet Kasperl Seppels muts, die hij nog steeds op heeft, in het kasteel achterlaten. 
Als Zwackelmann thuiskomt, probeert hij met behulp van de muts Kasperl terug te toveren in het kasteel. In plaats van Kasperl verschijnt de werkelijke eigenaar van de muts, Seppel. Kasperl kan niet in het kasteel worden teruggetoverd aangezien Hotzenplotz de muts van Kasperl heeft verbrand. De woedende Zwackelmann tovert ook Hotzenplotz in zijn kasteel, verandert hem in een goudvink en sluit hem op in een vogelkooi. De tovenaar zet Seppel aan het aardappels schillen en besluit zelf Kasperl te gaan zoeken. 
Kasperl heeft het toverkruid intussen gevonden. Als hij even later weer bij de poel is, is ook Zwackelmann ter plekke. Net op tijd raakt Kasperl met het kruid de pad aan, die daardoor weer in de fee Amaryllis verandert. De macht van Zwackelmann is nu ten einde, hij valt van schrik in de poel en sterft. Amaryllis vernietigt met haar toverkracht het kasteel van de tovenaar.
Uit dankbaarheid vervult Amaryllis drie wensen van Kasperl en Seppel. Ze wensen de koffiemolen die zich nog in Hotzenplotz' schuilplaats bevindt terug. Voor Kasperl wensen ze een nieuwe muts. Ten slotte toveren ze als ze op het politiebureau zijn Hotzenplotz weer terug in een gewoon mens, zodat de rover nu ter plekke kan worden gearresteerd.

## Cast
| Acteur          | Personage            |
| --------------- | -------------------- |
| Gert Fröbe      | rover Hotzenplotz    |
| Lina Carstens   | grootmoeder          |
| Rainer Basedow  | agent Dimpfelmoser   |
| David Friedmann | Kasperl              |
| Gerhard Acktun  | Seppel               |
| Josef Meinrad   | tovenaar Zwackelmann |
| Nina Ehmck      | fee Amaryllis        |
| Wally Demianiak |                      |

## Productie
De film werd deels opgenomen in Wolframs-Eschenbach (in de film zelf wordt gesproken van Eschenbach) en deels in Merkendorf. Enkele bewoners van deze plaatsen kregen een bijrol in de film. Voor de scènes bij het tovenaarskasteel werd Schloss Altenmuhr (in Muhr am See) gebruikt.
Verschillende scènes worden muzikaal begeleid door de Münchner Songgruppe, die tevens de verhaallijnen van commentaar voorzien.

## Ontvangst
De reacties op de film waren gemengd. De ruimschoots aanwezige humor en charme evenals het acteerwerk van met name Fröbe, Carstens en Meinrad werden over het algemeen erg positief gewaardeerd, maar de enscenering werd veelal fantasieloos en oninspirerend gevonden.

## Varia
Kasper(l) en Sepp(e)l zijn twee klassieke figuren uit het Duitse poppentheater. De figuur van Kasperl komt min of meer overeen met Jan Klaassen.